# 密毛四川艾
密毛四川艾（学名：Artemisia sichuanensis var. tomentosa）为菊科蒿属下的一个变种。